# Накано Манамі
Накано Манамі (яп. 中野 真奈美; нар. 30 серпня 1986) — японська футболістка. Вона грала за збірну Японії.

## Кар'єра в збірній
Дебютувала у збірній Японії 13 січня 2010 року в поєдинку проти Данії. З 2010 по 2013 рік зіграла 12 матчів та відзначилася 2-а голами в національній збірній.

## Статистика виступів
| Збірна Японії | Збірна Японії | Збірна Японії |
| Рік           | Матчі         | Голи          |
| ------------- | ------------- | ------------- |
| 2010          | 10            | 2             |
| 2011          | 0             | 0             |
| 2012          | 1             | 0             |
| 2013          | 1             | 0             |
| Загалом       | 12            | 2             |